# Оптичен изолатор
Оптичен изолатор също оптичен диод е магнито-оптично устройство, което позволява на светлината да се предава в една единствена посока. Типичното му приложение е да се предотврати нежелателно отражение в оптичен осцилатор, например лазер. В оптичните комуникации се прилага като пасивен компонент за намаляване на интерференцията поради отражение, поглъщане или разсейване на оптичния сигнал и за предпазване на лазерния източник от нежелана обратна връзка, която може да го повреди. Действието на устройството е основано на ефекта на Фарадей, използван в основния му компонент: ротатор на Фарадей.

## Устройство
Изолаторът на оптични влакна включва три основни части:
- входен поляризатор
- ротатор на Фарадей с магнит
- изходен поляризатор

Само линейно поляризираната светлина може да премине през входния поляризатор в ротатора на Фарадей. Неговата функция е да завърта равнината на поляризация под определен ъгъл преди да достигне до изходния поляризатор. Това позволява на светлината да премине напред безпрепятствено. Въпреки това, светлината в обратна посока няма да може да премине през оптичния изолатор. Тези три компонента на оптичния изолатор умело работят заедно и осигуряват нормалното предаване на светлинни сигнали.

## Принцип на действие
Работата на оптичния изолатор е основана на ефекта на Фарадей: явлението, че равнината на/плоска поляризирана светлина се върти, докато преминава през стъкло (или други материали), изложено на действието на магнитно поле. Посоката на въртене зависи от посоката на магнитното поле. Ефектът на Фарадей лежи в основата на ротатора на Фарадей. Важно изискване за всеки оптичен изолатор (не само за Фарадеевия ротатор) е да демонстрира т.нар. нереверсивна оптика (на английски: non-reciprocal optics) 
Според посоката на разпространение на светлината устройството има два вида режими на работа: напред и назад. Режимът напред позволява светлината да влезе във входния поляризатор и да се превърне в линейно поляризиран. Когато лазерната светлина достигне ротатора на Фарадей, той ще се завърти с поляризация 45 градуса. Така светлината накрая напуска изходния поляризатор при поляризация 45 градуса. В режимът назад светлината първо влиза в изходния поляризатор с поляризация 45 градуса. След това, докато преминава през ротатора на Фарадей, продължава да се върти с още 45 градуса в същата посока. Тогава светлината с поляризация от 90 градуса става вертикална за входния поляризатор и не може да напусне изолатора. В резултат светлината ще бъде отразена или погълната.

## Видове
Оптичният изолатор е съставен от елементи, които позволяват предаване на светлината само напред; той не позволява отразени или разсеяни лъчи да се връщат обратно по оптичното влакно или в оптичните усилватели. Съществуват различни видове оптични изолатори, като поляризирани (зависими и независими), композитни и магнитни.

### Поляризиран
Поляризираният оптичен изолатор предава светлината само в една посока. Това се постига чрез използване на линейно поляризирана светлина. Преминавайки през първия поляризатор, падащата светлина се трансформира в линейно поляризирана светлина. След това светлината преминава през фарадеев ротатор, който завърта поляризацията на 45 градуса, след което светлината преминава през изходния поляризатор. Изходният поляризатор е ориентиран на същите 45 градуса спрямо първия поляризатор, както е ротаторът на Фарадей. По този начин, светлината преминава през втория поляризатор без никакво затихване. Тази технология позволява на светлината да се разпространява само напред без да се променя, като всеки отразен или разсеян лъч, пътуващ назад, се погасява. Загубата на лъчите, движещи се назад възниква, защото когато светлината назад преминава през втория поляризатор, тя отново се извърта 45 градуса. След това светлината преминава през ротатора и отново се завърта на 45 градуса в същата посока като първоначалния наклон. Така че, когато светлината достигне първия поляризатор, тя е поляризирана на 90 градуса и ще бъде изгасена.

#### Зависим поляризиран
Зависимият от поляризацията изолатор, или изолаторът на Фарадей, е направен от три части, входен поляризатор, ротатор на Фарадей и изходен поляризатор, наречен анализатор (поляризиран на 45°). Изолаторите зависими от поляризацията обикновено се използват в оптични системи със свободно пространство. Това е така, защото поляризацията на източника обикновено се поддържа от системата.

#### Независим поляризиран
Има и независим от поляризацията оптичен изолатор, който позволява да премине цялата поляризирана светлина, а не само светлината, поляризирана в определена посока. Принципът на действие е приблизително същият като зависимия тип, но усложнен. Независимите оптични изолатори често се използват в оптичните усилватели от тип EDFA.

### Композитен
Композитният оптичен изолатор е независим от поляризация изолатор, използван в оптичния усилвател EDFA. Оптичният усилвател EDFA се състои от влакно, легирано с ербий, разделящ дължината на вълната мултиплексор. Помпен лазерен диод, поляризационно независим изолатор и други пасивни компоненти. Тъй като независимият от поляризация изолатор е вграден в един EDFA модул, той се нарича композитен оптичен изолатор.

### Магнитно-оптичен
Магнитно-оптичен изолатор е другото име за поляризиран оптичен изолатор. Магнитната част на всеки изолатор е от изключително значение. В оптичните изолатори има ротатор на Фарадей: тяло от магнитен кристал, който проявява ефект на Фарадей и работи в много силно магнитно поле. Той гарантира, че поляризираната светлина е в правилно поляризираната равнина, като по този начин няма загуба на мощност.

## Приложения
Оптичните изолатори се използват в корпоративни, индустриални и лабораторни условия. Те са надеждни устройства, когато се свързват с оптични усилватели, оптични пръстеновидни лазери, оптични връзки в приложения за CATV и високоскоростни и кохерентни оптични комуникационни системи. Оптичните изолатори с единична поляризация се използват също с лазерни диоди, жироскопски системи, оптични модулни интерфейси и различни други приложения за механично управление и тестване.

## Предимства и развитие
Той играе важна роля в оптичната система, като спира обратното отражение и разсеяната светлина да достигнат до чувствителни компоненти, особено лазери. Оптичните изолатори се използват за стабилизиране на лазерни предаватели и оптични усилватели, както и за поддържане на добро предаване на лъча. С развитието на оптичните изолатори, системите за ултра скорост и голям капацитет се подобряват. Същевременно се увеличава търсенето на оптични изолатори. Очаква се търсенето да е още по-голямо, с увеличаването на LAN и други абонатни оптични мрежи. Следователно е наложително оптичните изолатори да бъдат допълнително подобрени, за да се постигне по-висока производителност, по-малък размер и по-ниска цена.